# Ljungneria maorii
Ljungneria maorii är en tvåvingeart som beskrevs av Lars Zakarias Brundin 1964. Ljungneria maorii ingår i släktet Ljungneria och familjen fjädermyggor. Inga underarter finns listade i Catalogue of Life.